# عصام بن خمیس
عصام بن خمیس (انگلیسی: Issam Ben Khémis؛ زادهٔ ۱۰ ژانویهٔ ۱۹۹۶) بازیکن فوتبال اهل فرانسه است.
از باشگاه‌هایی که در آن بازی کرده‌است می‌توان به باشگاه فوتبال دونکستر راورز، باشگاه فوتبال لوریان، و باشگاه فوتبال المعب تونس اشاره کرد.
وی همچنین در تیم ملی فوتبال تونس بازی کرده‌است.